# Hubertus 1. sz. barlang
A Hubertus 1. sz. barlang a Duna–Ipoly Nemzeti Park területén elhelyezkedő Pilis hegységben, a csobánkai Kápolna-dombon található egyik barlang.

## Leírás
Csobánka szélén, Margit-ligeten, Pomáz felől érkezve a műút jobb oldalán emelkedik a Kápolna-domb. A műútról egy kis ösvény vezet fel az erdős hegyoldalba, amelynek végénél, 175,2 m tengerszint feletti magasságban, sziklafal tövében található a barlang 1 m magas és 70 cm széles, természetes jellegű, ovális alakú, vízszintes tengelyirányú bejárata. A Hubertus 2. sz. barlangtól 12 m-re, 6 m-rel lejjebb helyezkedik el.
Karsztvízszint alatti oldódással tektonikus repedés mentén jött létre. Triász dachsteini mészkőben alakult ki a jelenleg inaktív barlang. A bejárat után kis méretű, guggolva járható folyosó indul. Gömbüstökkel tagolt, a bejárati részen algával, mohával borított falain kondenz borsókő és montmilch figyelhető meg. Vízszintes kiterjedése 8 m. Engedély nélkül, könnyen, egy lámpával megtekinthető.

## Kutatástörténet
Az 1969. évi Karszt- és Barlangkutatási Tájékoztatóban publikált közlemény szerint 1969 augusztusában a Szpeleológia Barlangkutató Csoport a Kevélyekben szervezett tábor során fix pontokat helyezett el a Kálvária domb két barlangjában. 2000-ben Kocsis Ákos mérte fel és készítette el alaprajz térképét 2 keresztmetszettel, valamint hosszmetszet térképét. A 2003-ban készült nyilvántartólapján az olvasható, hogy a részletesen felmért barlang 8,5 m hosszú, 1 m magas, 80 cm mély és 1 m függőleges kiterjedésű. Megkülönböztetett védelmet nem igényel, érdemes lenne feltáró kutatást végezni benne.
Szokol Adrienn 2011-es kéziratában található egy helyszínrajz, amelyen a 4830-as barlangkataszteri terület barlangjainak földrajzi elhelyezkedése látható. Az ábrán meg lett jelölve a barlang földrajzi elhelyezkedése. A kézirat szerint a hosszú-hegyi csoport legtöbb barlangja tektonikus mozgások hatására alakult ki, mint pl. a Hubertus-barlang. A Hubertus 1. sz. barlang Margit-ligeten, 175,2 m tszf. magasságban nyílik. A tektonikus eredetű barlang 8,5 m hosszú és 0,8 m függőleges kiterjedésű. Montmilch és borsókő figyelhető meg benne.